# Médoc
Médoc är en del av vindistriktet Bordeaux där de mest exklusiva bordeauxvinerna produceras. Området ligger på västra sidan av viken Gironde, nordväst om staden Bordeaux.